# Джерело № 1 (Верхній Бистрий)
Джерело́ №1 (Верхній Бистрий) — гідрологічна пам'ятка природи місцевого значення в Україні. Розташована в межах Міжгірського району Закарпатської області, на околиці села Верхній Бистрий (урочище «Квас»). 
Площа 5 га. Статус надано згідно з рішенням Закарпатського облвиконкому від 23.10.1984 року, № 253. Перебуває у віданні ДП «Міжгірське ЛГ» (Майданське лісництво, кв. 2). 
Створена з метою збереження джерела мінеральної води та прилеглої території. Вода вуглекисла, хлоридно-гідрокарбонатно-натрієво-кальцієва. Загальна мінералізація — 9,7 г/л. Мікроелементи: залізо, марганець, кремнієва кислота. Для лікування захворювань органів травлення.